# Stranger on the Third Floor
Stranger on the Third Floor ist ein US-amerikanischer Kriminalfilm aus dem Jahr 1940. Dieser Film sowie der weitaus bekanntere Die Spur des Falken (1941) werden als erste Filme des Film Noir beziehungsweise der Schwarzen Serie angesehen.

## Handlung
Der Reporter Michael Ward ist der Hauptzeuge in einem Mordfall. Seine Zeugenaussage, dass er den Angeklagten Briggs über den Körper eines Toten Mannes in einem Restaurant gebeugt sah, war der Hauptgrund von Briggs, sich schuldig zu bekennen. Später jedoch ist Wards Verlobte Jane besorgt, ob Ward tatsächlich das sah, was er sagte und Ward selbst wird unsicher. Kurze Zeit später wird Wards Nachbar auf genau die gleiche Weise umgebracht wie der Mann in dem Restaurant. Ward wird verhaftet, weil er versucht, die Polizei darauf aufmerksam zu machen. Nun macht sich Jane auf, Ward des Mordvorwurfes freizusprechen und den unheimlichen Unbekannten, welchen Ward im Treppenschacht sah, zu finden.

## Hintergrund
Der in Riga geborene Regisseur Boris Ingster (1903–1978) war zuvor in der Sowjetunion ein Mitarbeiter von Sergei Eisenstein gewesen. In den 1930er-Jahren emigrierte er in die Vereinigten Staaten und arbeitete vorrangig als Drehbuchautor. Stranger on the Third Floor war sein Regiedebüt, doch danach sollte Ingster nur noch zwei weitere Filme inszenieren.

## Kritiken
Die Kritiken bei Erscheinen des Films im Jahre 1940 waren eher verhalten. Bosley Crowther von der New York Times kritisierte, dass man den Film durch dick aufgetragene Soundeffekte und herausgeputzte Kameraarbeit als ein psychologisches Melodram erscheinen ließe, das Magazin Variety stempelte ihn zudem als zu vorhersehbar ab.
Bei einer Besprechung von Dave Kehr für den Chicago Reader im Jahre 1996 bezeichnete Dave Kehr den Film als zu gekünstelt, aber deswegen auch interessant. Regisseur Ingster sei besser in der Darstellung von Schatten als in jener seiner Schauspieler gewesen. Originalzitat: “It’s absurdly overwrought (which was often the problem with the German variety), but interesting for it. The director, Boris Ingster, is better with shadows than with actors […].”